# تیگران بکزادیان
تیگران هاروتیونی بکزادیان (ارمنی: Տիգրան Հարությունի Բեկզադյան؛ زادهٔ سده ۱۹ - درگذشته ۱۹۴۲) دیپلمات و سیاستمدار اهل ارمنستان است.